# Station Falun
Station Falun is een spoorwegstation in de Zweedse stad Falun. Het station werd geopend in 1859 en ligt aan de Bergslagsbanan. Ten westen van het stationsgebouw bevindt zich het centrale busstation van de stad. 

## Verbindingen
| Serie | Treinsoort                          | Route | Bijzonderheden                                   |
| ----- | ----------------------------------- | --- | ------------------------------------------------ |
| 50    | Hogesnelheidslijn of Intercity (SJ) | Falun – Borlänge – Avesta Krylbo – Sala – Uppsala – Arlanda – Stockholm |                                                  |
| 53    | Stoptrein (TÅGK)                    | Gävle – Sandviken – Storvik – Hofors – Falun – Borlänge – Ludvika – Grängesberg – Ställdalen – Kopparberg – Storå – Lindesberg – Frövi – Örebro – Örebro Södra – Kumla – Hallsberg – Motala – Mjölby | Vaak slechts een deel van het traject.           |
| 75    | Stoptrein (TÅGAB)                   | Falun – Borlänge – Ludvika – Kristinehamn – Karlstad – Kil – Säffle – Trollhättan – Göteborg | Stopt beperkt op de stations Nässundet en Grums. |